# Campolongo sul Brenta
Campolongo sul Brenta – miejscowość i gmina we Włoszech, w regionie Wenecja Euganejska, w prowincji Vicenza.
Według danych na rok 2004 gminę zamieszkiwało 837 osób, 93 os./km².